# Armadillidium
|  | Dieser Artikel wurde aufgrund von formalen oder inhaltlichen Mängeln in der Qualitätssicherung Biologie zur Verbesserung eingetragen. Dies geschieht, um die Qualität der Biologie-Artikel auf ein akzeptables Niveau zu bringen. Bitte hilf mit, diesen Artikel zu verbessern! Artikel, die nicht signifikant verbessert werden, können gegebenenfalls gelöscht werden. Lies dazu auch die näheren Informationen in den Mindestanforderungen an Biologie-Artikel. Begründung: Ein Abschnitt Merkmale fehlt, der die Abgrenzung der Gattung gegenüber anderen Gattungen erläutert sowie generell gemeinsame Merkmale der Arten dieser Gattung erläutert. --Walnussbäumchen (Stephan) (Diskussion) 02:35, 21. Dez. 2022 (CET) |

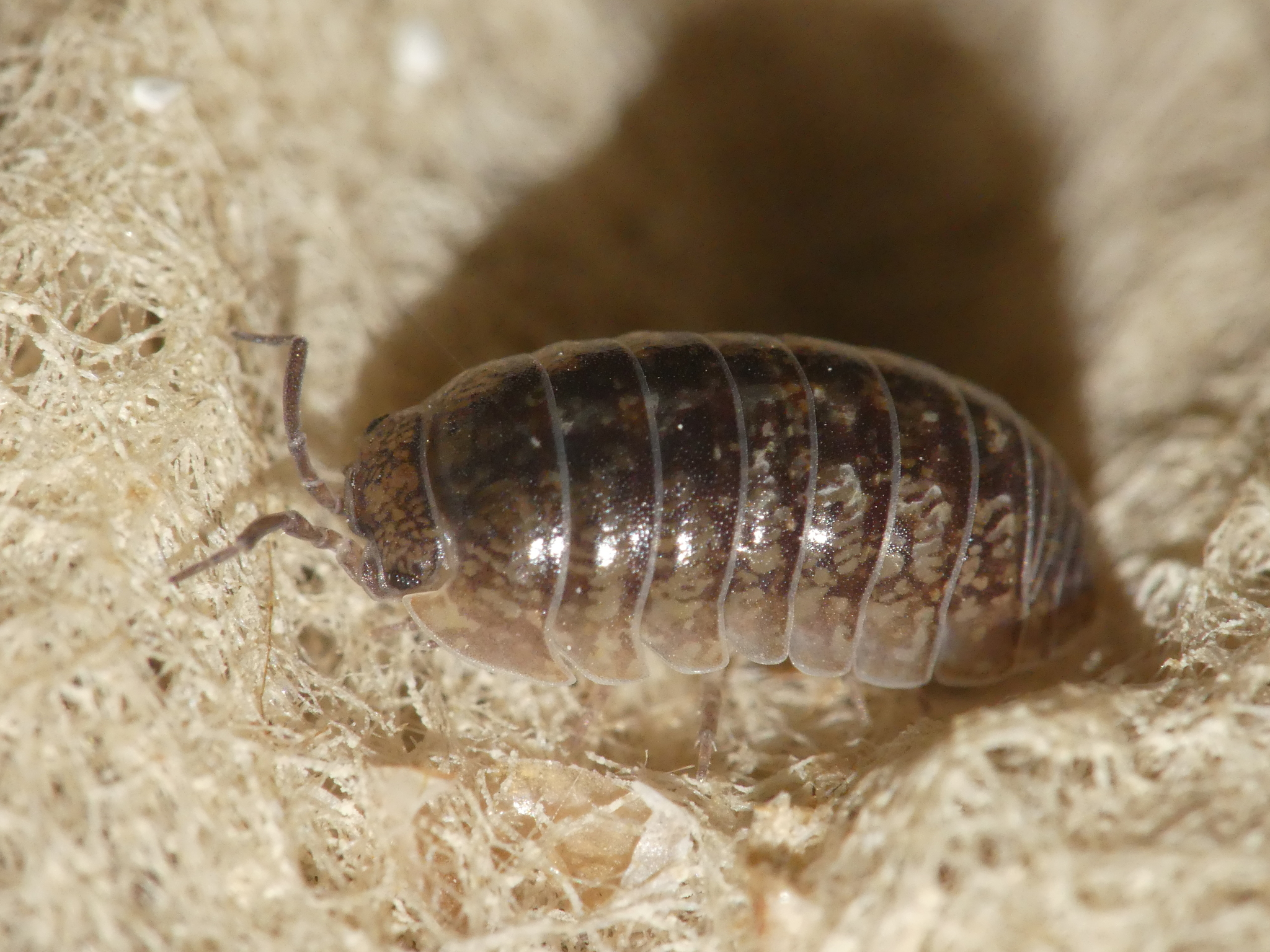
Armadillidium arcangeli

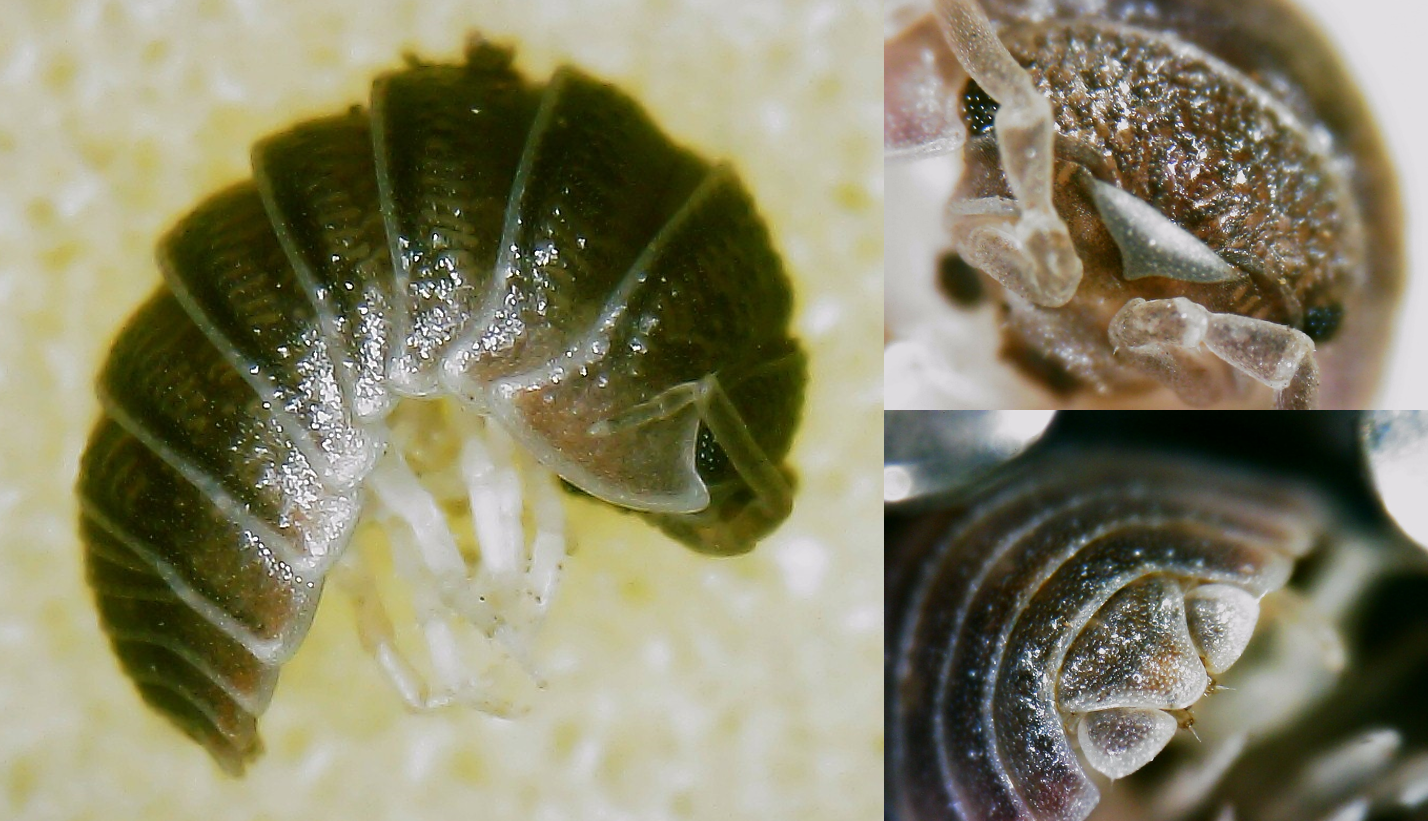
Armadillidium atticum

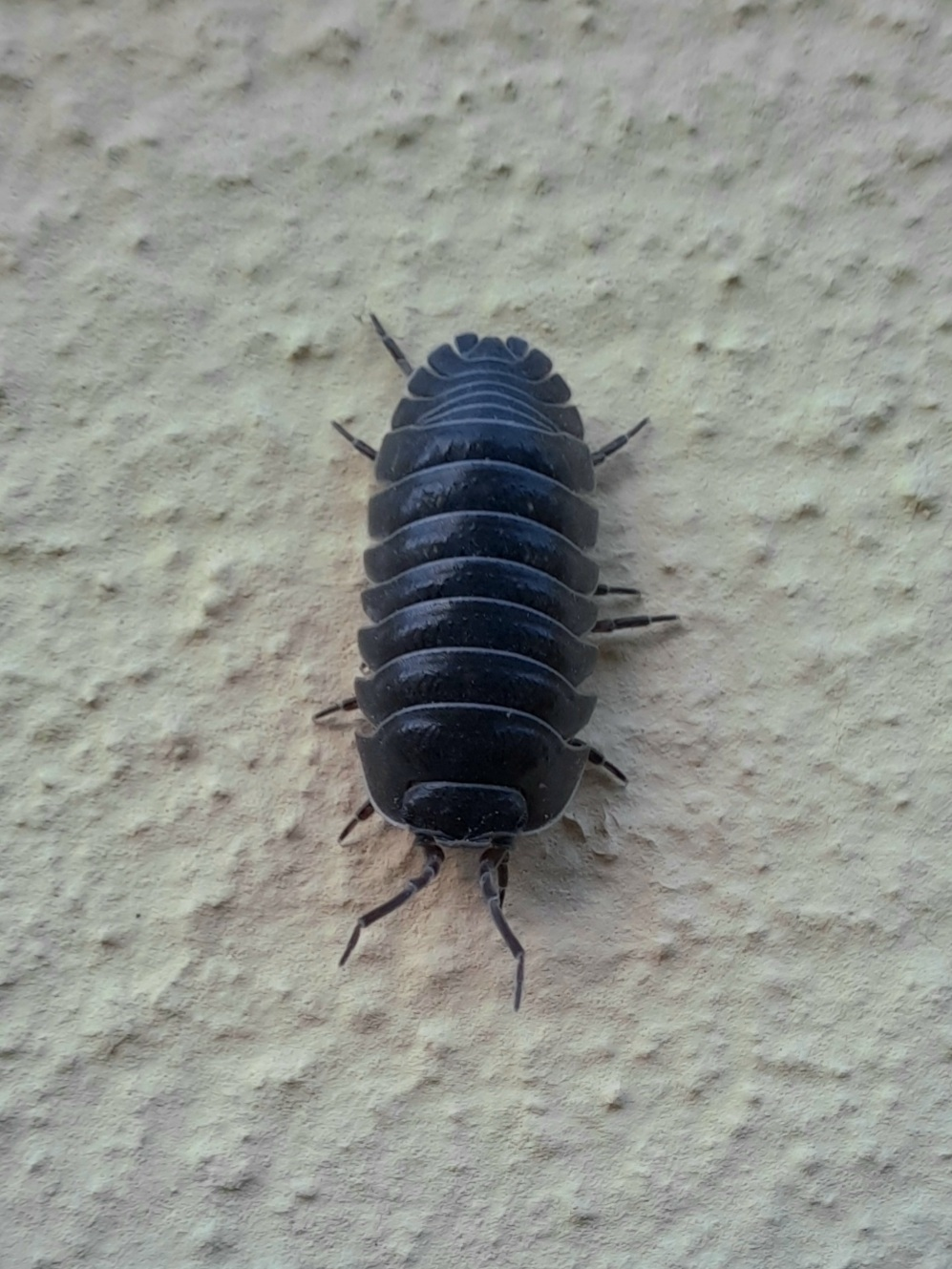
Armadillidium depressum

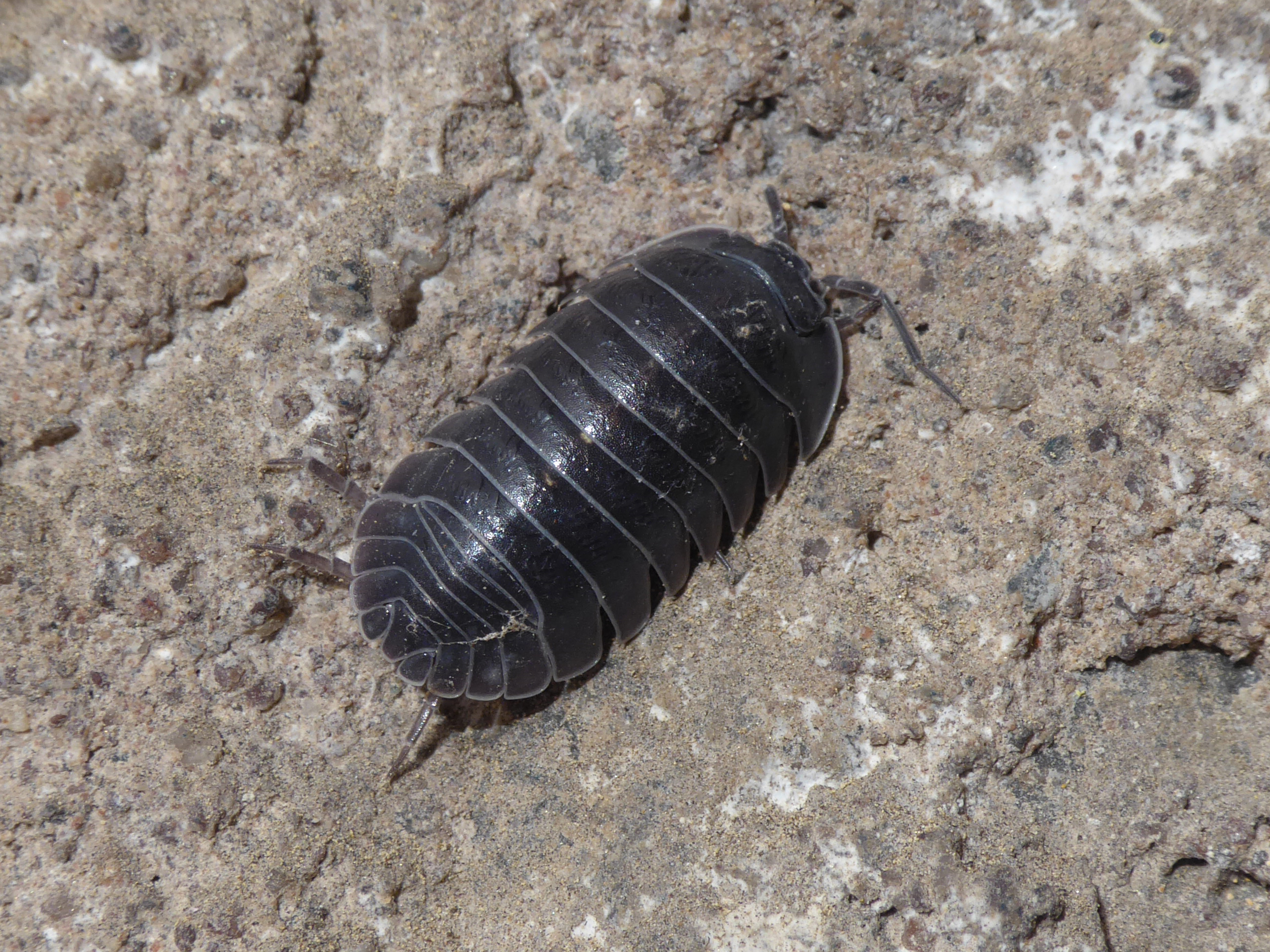
Armadillidium frontirostre

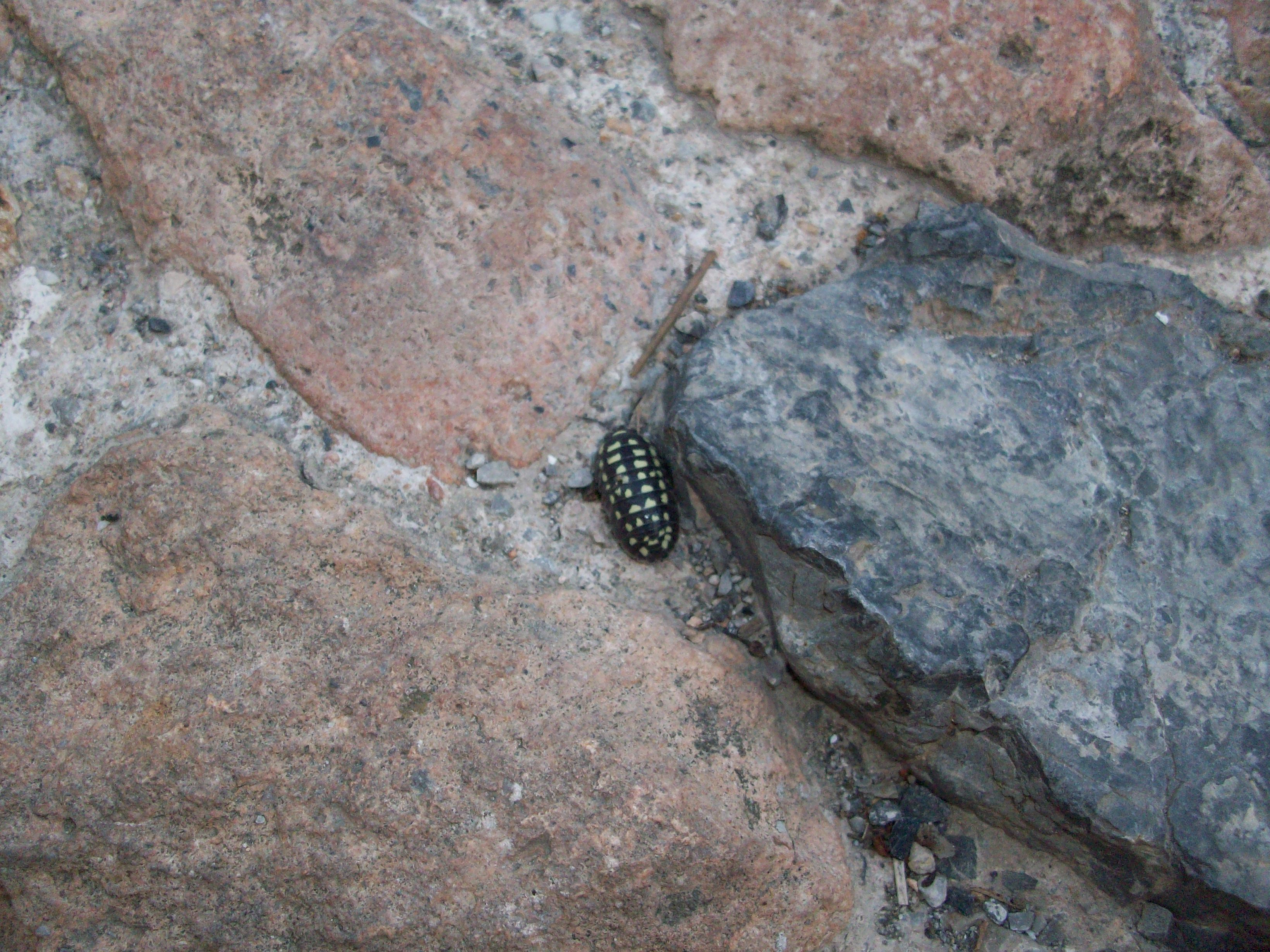
Armadillidium gestroi

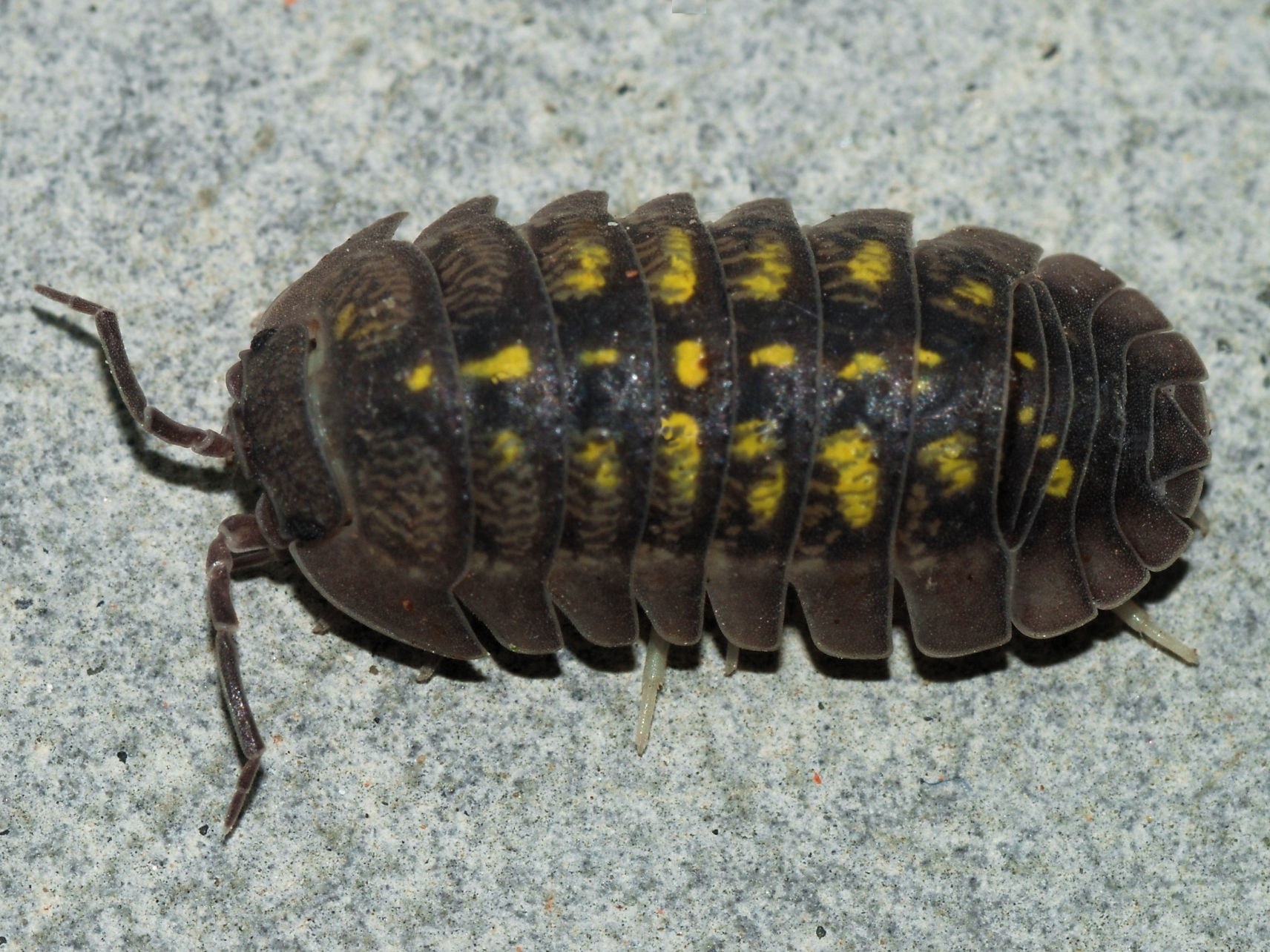
Armadillidium granulatum

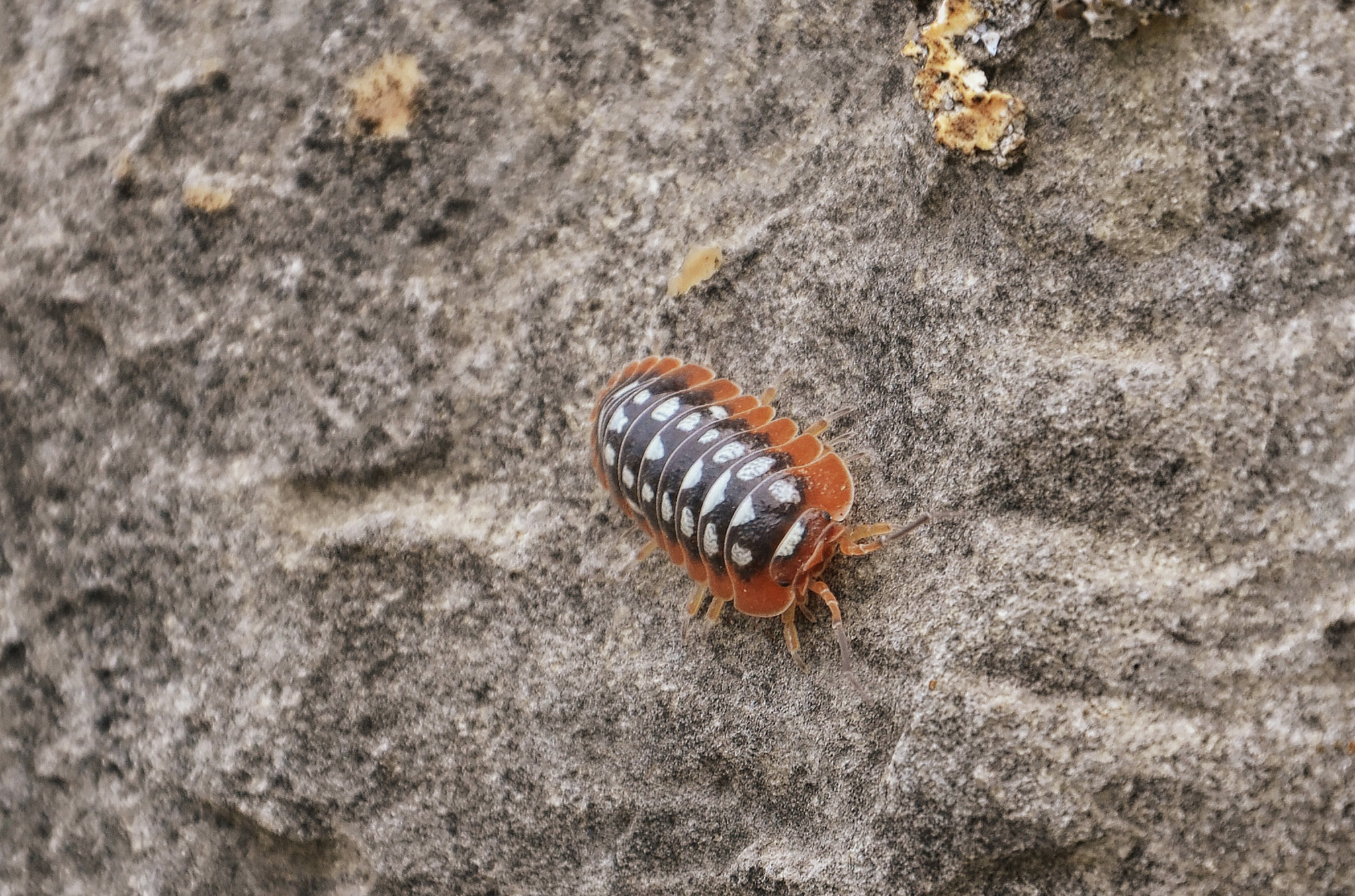
Armadillidium klugii

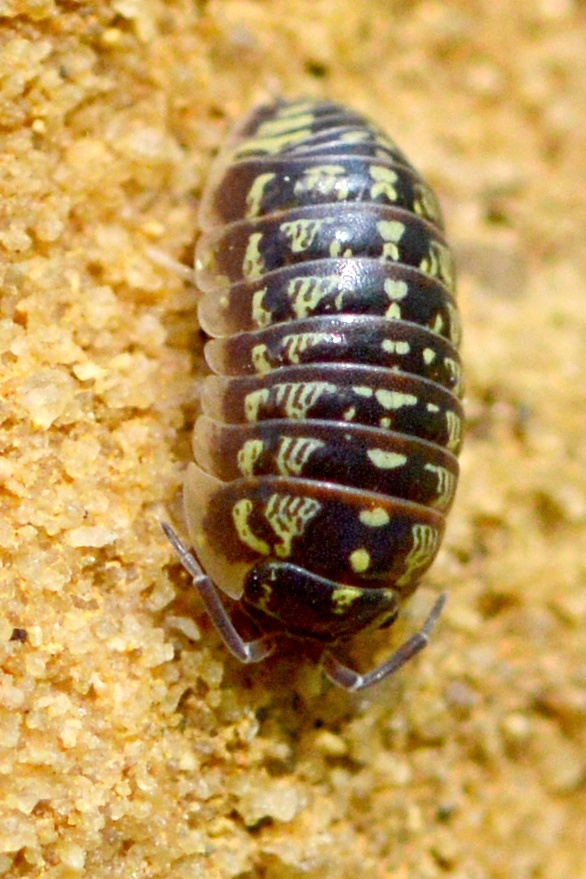
Armadillidium versicolor

Armadillidium ist eine Gattung von Asseln innerhalb der Familie der Armadillidiiae (Rollasseln). Bei Störung rollen sie sich zu einer Kugel zusammen. Die 189 Arten sind in Europa und angrenzenden Teilen des Mittelmeerraums verbreitet, jedoch wurden mehrere Arten auch weltweit verschleppt.

## Merkmale
Armadillidium-Arten können sich zu einer geschlossenen, zitronenförmigen Kugel zusammenrollen. An den ersten und zweiten Pleopoden befinden sich bei den Exopoditen mehrere Stigmen. Der Uropoden Exopodit ist abgeflacht und abgestutzt und füllt den Raum zwischen dem Epimeron des fünften Pleonsegmentes und dem Telson. Die Höhe des dreieckigen Schildes am vorderen Teil des Kopfes reicht bis zur Kopfoberfläche oder darüber hinaus.

## Verbreitung
Die meisten Arten der Gattung Armadillidium leben im europäischen Mittelmeerraum. Aber auch im übrigen Europa sowie im afrikanischen und asiatischen Teil des Mittelmeerraums kommen zahlreiche Arten vor. Mehrere Arten wie Armadillidium vulgare, Armadillidium nasatum, Armadillidium versicolor und Armadillidium depressum wurden darüber hinaus in andere Regionen der Welt verschleppt, wo sie sich stark ausbreiten konnten. So vor allem in Amerika von Nord- bis Südamerika, in Ostasien, Südafrika, Australien und Neuseeland.

## Systematik
Die Gattung wurde 1833 von Johann Friedrich von Brandt (1802–1879) aufgestellt. Ein Synonym lautet Haloarmadillidium Arcangeli, 1929.
Derzeit gibt es 189 anerkannte Arten in dieser Gattung. Diese sind:
- Armadillidium absoloni Strouhal, 1939
- Armadillidium aegaeum Strouhal, 1929
- Armadillidium aelleni Caruso & Ferrara, 1982
- Armadillidium alassiense Verhoeff, 1910
- Armadillidium albigauni Arcangeli, 1935
- Armadillidium albomarginatum Verhoeff, 1901
- Armadillidium album Dollfus, 1887
- Armadillidium ameglioi Arcangeli, 1914
- Armadillidium amicorum Rodríguez & Vicente, 1993
- Armadillidium anconanum Verhoeff, 1928
- Armadillidium apenninigenum Verhoeff, 1936
- Armadillidium apenninorum Verhoeff, 1928
- Armadillidium apfelbecki Dollfus, 1895
- Armadillidium apuanum Taiti & Ferrara, 1995
- Armadillidium arcadicum Verhoeff, 1902
- Armadillidium arcangelii Strouhal, 1929
- Armadillidium argentarium Verhoeff, 1931
- Armadillidium argolicum Verhoeff, 1907
- Armadillidium artense Strouhal, 1956
- Armadillidium assimile Budde-Lund, 1885
- Armadillidium atticum Strouhal, 1929
- Armadillidium azerbaidzhanum Schmalfuss, 1990
- Armadillidium badium Budde-Lund, 1885
- Armadillidium baldense Verhoeff, 1902
- Armadillidium banaticum Verhoeff, 1907
- Armadillidium beieri Strouhal, 1937
- Armadillidium bensei Schmalfuss, 2006
- Armadillidium bicurvatum Verhoeff, 1901
- Armadillidium bosniense Strouhal, 1939
- Armadillidium boukorninense Hamaied, Charfi-Cheikhrouha & Lombardo, 2018
- Armadillidium brentanum Verhoeff, 1931
- Armadillidium bulgaricum Frankenberger, 1941
- Armadillidium calabricum Verhoeff, 1908
- Armadillidium canaliferum Verhoeff, 1908
- Armadillidium capreae Verhoeff, 1944
- Armadillidium carniolense Verhoeff, 1901
- Armadillidium carynthiacum Verhoeff, 1939
- Armadillidium cavannai Arcangeli, 1960
- Armadillidium cephalonicum Strouhal, 1929
- Armadillidium chazaliei Dollfus, 1896
- Armadillidium clausi Verhoeff, 1901
- Armadillidium clavigerum Verhoeff, 1928
- Armadillidium corcyraeum Verhoeff, 1901
- Armadillidium cruzi Garcia, 2003
- Armadillidium cythereium Strouhal, 1937
- Armadillidium dalmaticum Strouhal, 1939
- Armadillidium decorum Brandt, 1833
- Armadillidium delattini Verhoeff, 1943
- Armadillidium depressum Brandt, 1833
- Armadillidium djebalensis Vandel, 1958
- Armadillidium dollfusi Verhoeff, 1902
- Armadillidium elysii Verhoeff, 1936
- Armadillidium epiroticum Strouhal, 1956
- Armadillidium espanyoli Cruz, 1990
- Armadillidium esterelanum Dollfus, 1887
- Armadillidium etruriae Ferrara & Taiti, 1978
- Armadillidium euxinum Verhoeff, 1929
- Armadillidium fallax Brandt, 1833
- Armadillidium ficalbii Arcangeli, 1911
- Armadillidium flavoscutatum Strouhal, 1927
- Armadillidium fossuligerum Verhoeff, 1902
- Armadillidium frontemarginatum Strouhal, 1927
- Armadillidium frontetriangulum Verhoeff, 1901
- Armadillidium furcatum Budde-Lund, 1885
- Armadillidium galiciense Schmölzer, 1955
- Armadillidium germanicum Verhoeff, 1901
- Armadillidium gestroi Tua, 1900
- Armadillidium ghardalamensis Caruso & Hili, 1991
- Armadillidium gionum Schmalfuss, 2012
- Armadillidium granulatum Brandt, 1833
- Armadillidium grimmi Schmalfuss, 2006
- Armadillidium hauseni Schmalfuss, 1985
- Armadillidium herzegowinense Verhoeff, 1907
- Armadillidium hessei Verhoeff, 1930
- Armadillidium hirtum Budde-Lund, 1885
- Armadillidium humectum Strouhal, 1937
- Armadillidium ichkeuli Hamaied & Charfi-Cheikhrouha, 2017
- Armadillidium insulanum Verhoeff, 1907
- Armadillidium irmengardis Strouhal, 1956
- Armadillidium janinense Verhoeff, 1902
- Armadillidium jaqueti Dollfus, 1897
- Armadillidium jerrentrupi Schmalfuss, 2008
- Armadillidium jonicum Strouhal, 1927
- Armadillidium justi Strouhal, 1937
- Armadillidium kalamatense Verhoeff, 1907
- Armadillidium kalamium Strouhal, 1956
- Armadillidium klaptoczi Verhoeff, 1908
- Armadillidium klugii Brandt, 1833
- Armadillidium kochi Dollfus, 1887
- Armadillidium kossuthi Arcangeli, 1929
- Armadillidium kuehnelti Schmalfuss, 2006
- Armadillidium laconicum Strouhal, 1938
- Armadillidium lagrecai Vandel, 1969
- Armadillidium laminigerum Verhoeff, 1907
- Armadillidium lanzai Taiti & Ferrara, 1996
- Armadillidium littorale Taiti & Ferrara, 1996
- Armadillidium lobocurvum Verhoeff, 1902
- Armadillidium lymberakisi Schmalfuss, Paragamian & Sfenthourakis, 2004
- Armadillidium maccagnoae Arcangeli, 1960
- Armadillidium maculatum Risso, 1816
- Armadillidium maniatum Schmalfuss, 2006
- Armadillidium mareoticum Budde-Lund, 1885
- Armadillidium marinense Verhoeff, 1902
- Armadillidium marinensium Verhoeff, 1928
- Armadillidium marmoratum Strouhal, 1929
- Armadillidium marmorivagum Verhoeff, 1934
- Armadillidium mateui Vandel, 1953
- Armadillidium messenicum Verhoeff, 1902
- Armadillidium meteorense Schmalfuss, 2012
- Armadillidium mohamedanicum Verhoeff, 1929
- Armadillidium nahumi Garcia, 2020
- Armadillidium narentanum Verhoeff, 1907
- Armadillidium nasatum Budde-Lund, 1885
- Armadillidium niger Kortshagin, 1887
- Armadillidium nigrum Arcangeli, 1956
- Armadillidium obenbergi Frankenberger, 1941
- Armadillidium odhneri Verhoeff, 1930
- Armadillidium oglasae Ferrara & Taiti, 1978
- Armadillidium omblae Verhoeff, 1900
- Armadillidium opacum (C. Koch, 1841)
- Armadillidium ormeanum Verhoeff, 1931
- Armadillidium paeninsulae Ferrara & Taiti, 1978
- Armadillidium pallasii Brandt, 1833
- Armadillidium pallidum Verhoeff, 1907
- Armadillidium pangaionum Schmalfuss, 2008
- Armadillidium panningi Strouhal, 1937
- Armadillidium pardoi Vandel, 1956
- Armadillidium pelionense Strouhal, 1928
- Armadillidium peloponnesiacum Verhoeff, 1901
- Armadillidium peraccae Tua, 1900
- Armadillidium petralonense Schmalfuss, 2008
- Armadillidium phalacronum Schmalfuss, 2008
- Armadillidium pictum Brandt, 1833
- Armadillidium pieperi Schmalfuss, 2008
- Armadillidium pilosellum Dollfus, 1896
- Armadillidium ponalense Verhoeff, 1934
- Armadillidium portofinense Verhoeff, 1908
- Armadillidium pretusi Cruz, 1990
- Armadillidium pseudassimile Taiti & Ferrara, 1980
- Armadillidium pseudovulgare Verhoeff, 1902
- Armadillidium pulchellum (Zenker, 1798)
- Armadillidium quinquepustulatum Budde-Lund, 1885
- Armadillidium rhodopinum Verhoeff, 1936
- Armadillidium rojanum Verhoeff, 1936
- Armadillidium rosai Arcangeli, 1913
- Armadillidium ruffoi Arcangeli, 1940
- Armadillidium rupium Verhoeff, 1928
- Armadillidium sanctum Dollfus, 1892
- Armadillidium savonense Verhoeff, 1931
- Armadillidium saxivagum Verhoeff, 1901
- Armadillidium scaberrimum Stein, 1859
- Armadillidium scabrum Dollfus, 1892
- Armadillidium schmalfussi Caruso & Lombardo, 1982
- Armadillidium serrai Cruz & Dalens, 1990
- Armadillidium serratum Budde-Lund, 1885
- Armadillidium sfenthourakisi Schmalfuss, 2008
- Armadillidium siculorum Verhoeff, 1908
- Armadillidium silvestrii Verhoeff, 1931
- Armadillidium simile Strouhal, 1937
- Armadillidium simoni Dollfus, 1887
- Armadillidium sordidum Dollfus, 1887
- Armadillidium stagnoense Verhoeff, 1902
- Armadillidium steindachneri Strouhal, 1927
- Armadillidium stolikanum Verhoeff, 1907
- Armadillidium storkani Frankenberger, 1941
- Armadillidium strinatii Vandel, 1961
- Armadillidium stymphalicum Schmalfuss, 2006
- Armadillidium sulcatum Milne-Edwards, 1840
- Armadillidium tabacarui Gruia, Iavorschi & Sarbu, 1994
- Armadillidium teramense Verhoeff, 1933
- Armadillidium tigris Budde-Lund, 1885
- Armadillidium tirolense Verhoeff, 1901
- Armadillidium torchiai Taiti & Ferrara, 1996
- Armadillidium traiani Demianowicz, 1932
- Armadillidium tripolitzense Verhoeff, 1902
- Armadillidium tuberculatum Schmalfuss, 2008
- Armadillidium tunisiense Hamaïed & Charfi-Cheikhrouha, 2007
- Armadillidium tyrrhenum Taiti & Ferrara, 1980
- Armadillidium vallombrosae Verhoeff, 1907
- Armadillidium valonae Arcangeli, 1952
- Armadillidium verhoeffi Rogenhofer, 1915
- Armadillidium versicolor Stein, 1859
- Armadillidium versluysi Strouhal, 1937
- Armadillidium virgo Caruso & Bouchon, 2011
- Armadillidium vulgare (Latreille, 1804)
- Armadillidium werneri Strouhal, 1927
- Armadillidium xerovunense Strouhal, 1956
- Armadillidium zangherii Arcangeli, 1923
- Armadillidium zenckeri Brandt, 1833